# Buddleja
Будлея (Buddleja) — рід квіткових рослин порядку губоцвіті (Lamiales).

## Назва
Рід названий Карлом Ліннеєм на честь англійського ботаніка Адама Бадла англ. Adam Buddle (1662—1715), коли йому надіслали Buddleja americana з Карибських островів для класифікації. Назва роду записана ним у «Species plantarum» відрізняється від типової для латинської мови написання лат. Buddleia довгим звуком «і» вкінці — Будлейя.

## Опис
Здебільшого деревоподібні рослини, що зростають в Азії, Африці, Північній і Південній Америці.

## Види
За даними спільного інтернет-проекту Королівських ботанічних садів у К'ю і Міссурійського ботанічного саду «The Plant List» рід налічує 141 вид (докладніше див. Список видів роду Buddleja).

## Практичне використання
Вирощують як декоративні рослини. В помірному кліматі можуть вирощувати види будлеї: Buddleja davidii Franch., Buddleja alternifolia Maxim., Buddleja crispa Benth. ex Wall. та Buddleja japonica Hemsl. Найбільш поширеним і успішним в умовах Європи виявилися гібриди Buddleja davidii. В арборетумі Ботанічного саду НЛТУ України на Розточчі у 2008 р. розпочато створення колекції представників родини будлейних.

## Галерея

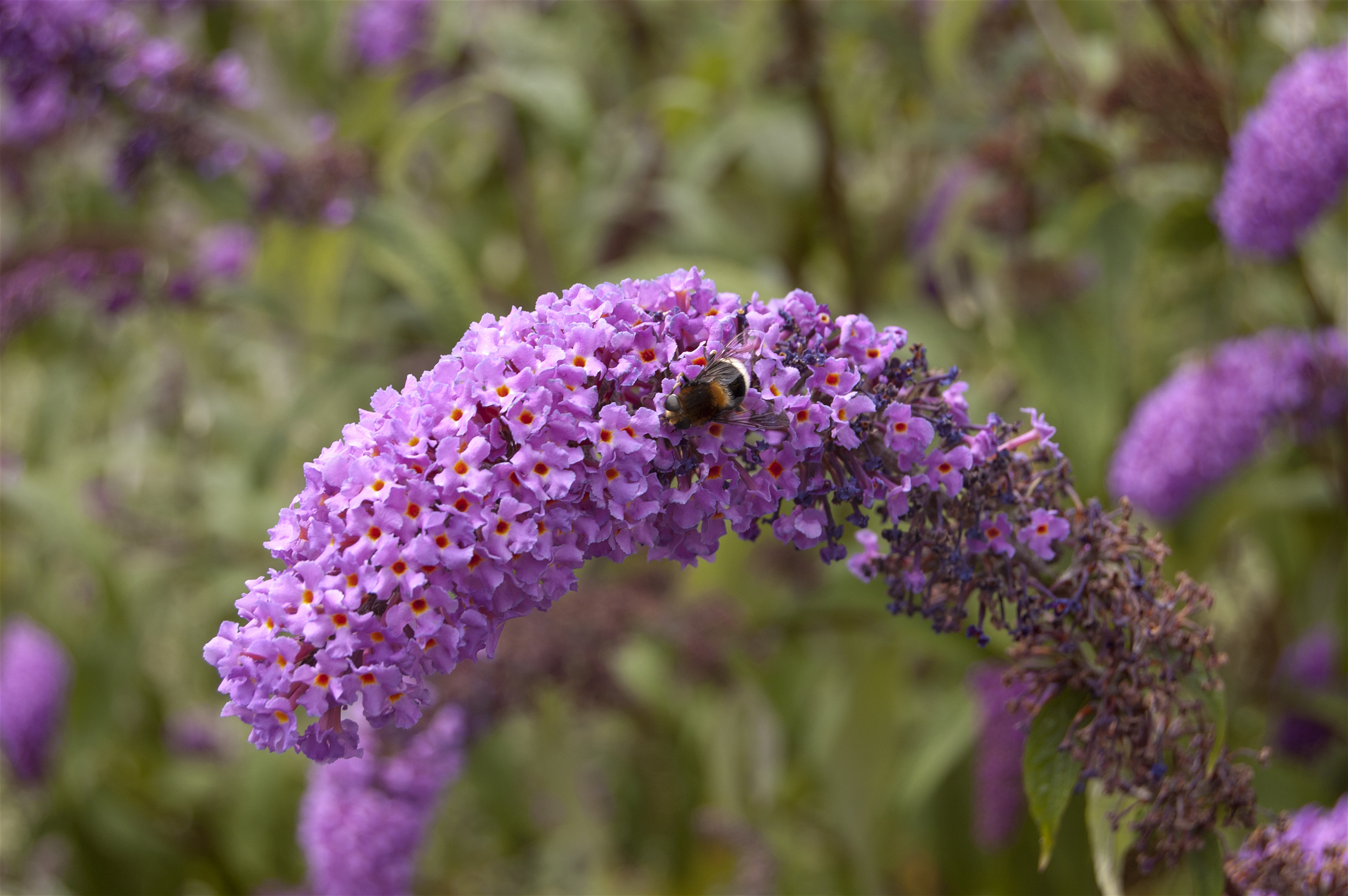
Buddleja  davidii
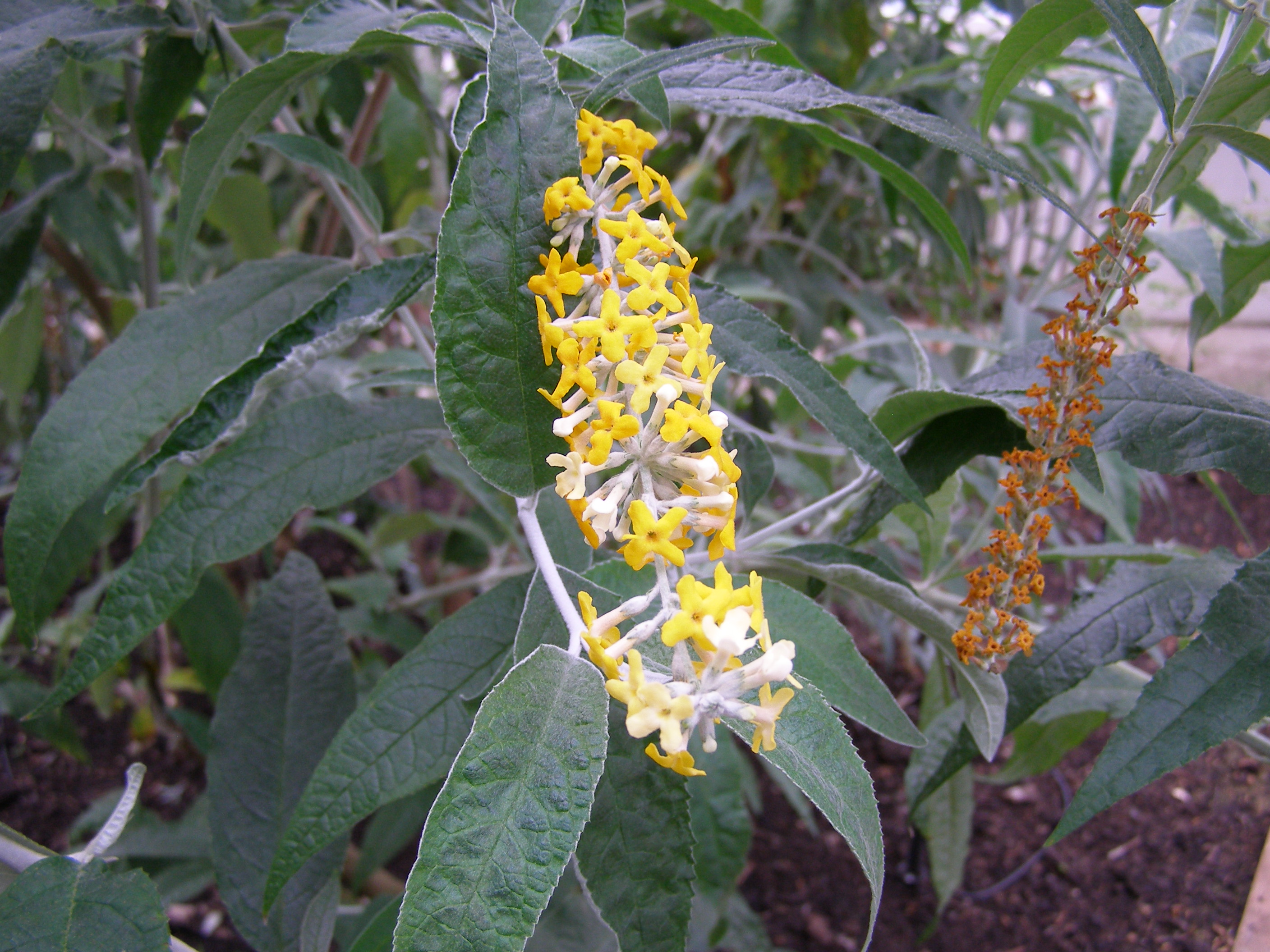
Buddleja madagascariensis - квіти та листя
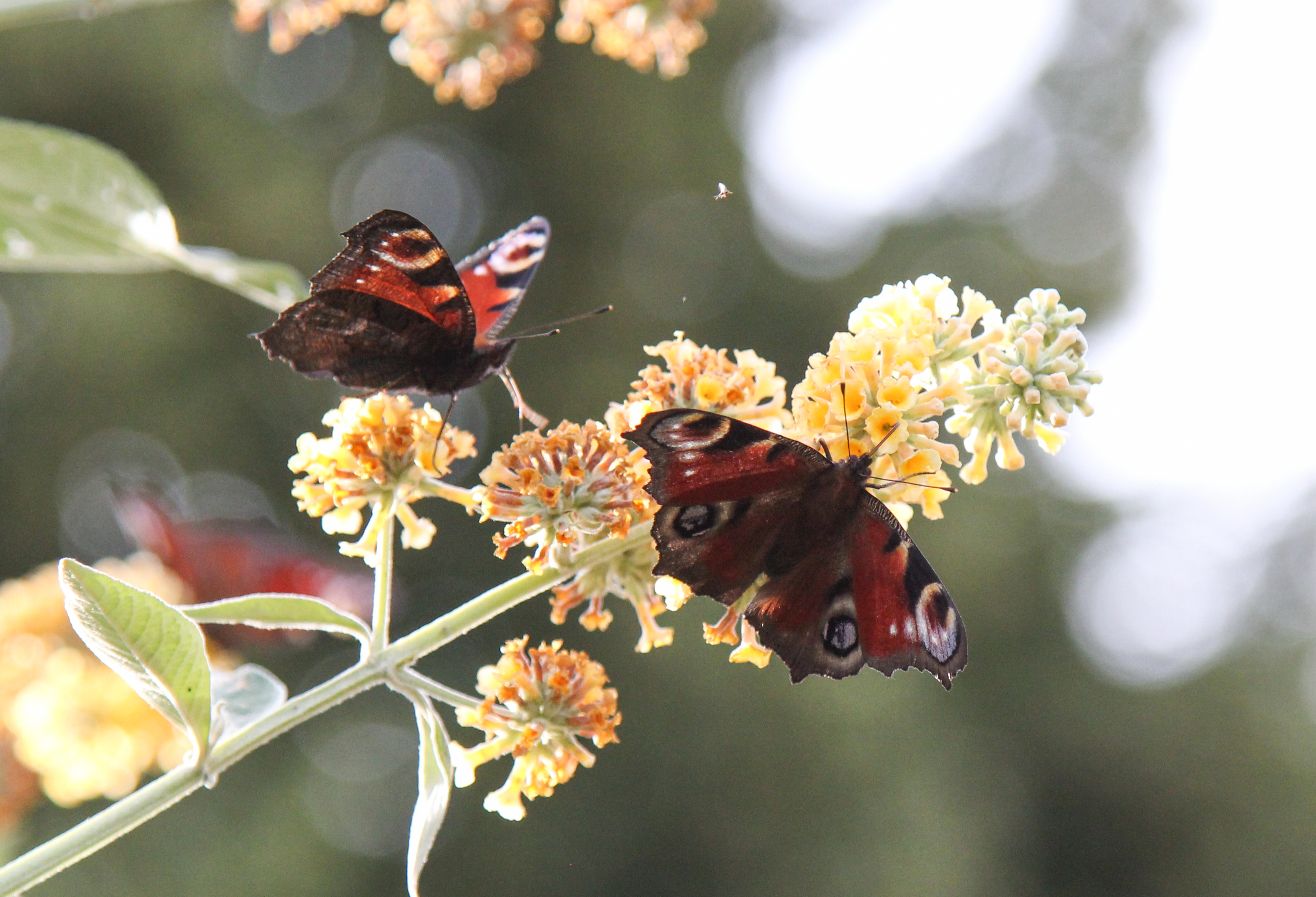
Метелик на Buddleja weyeriana
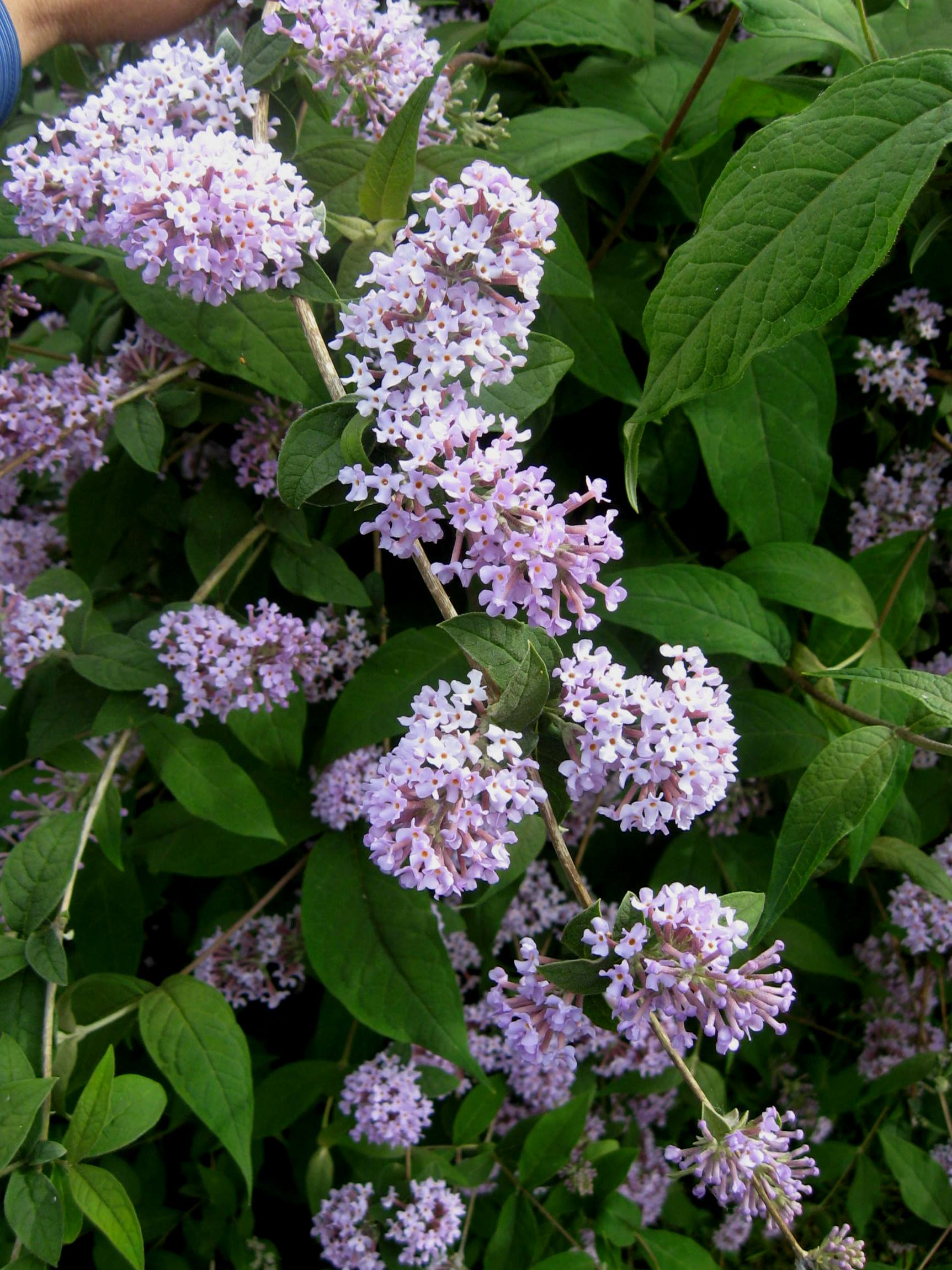
Buddleja delavayii